# Ghidigeni
Ghidigeni é uma comuna romena localizada no distrito de Galaţi, na região de Moldávia. A comuna possui uma área de 54.24 km² e sua população era de 6546 habitantes segundo o censo de 2007.